# 브라운 에일

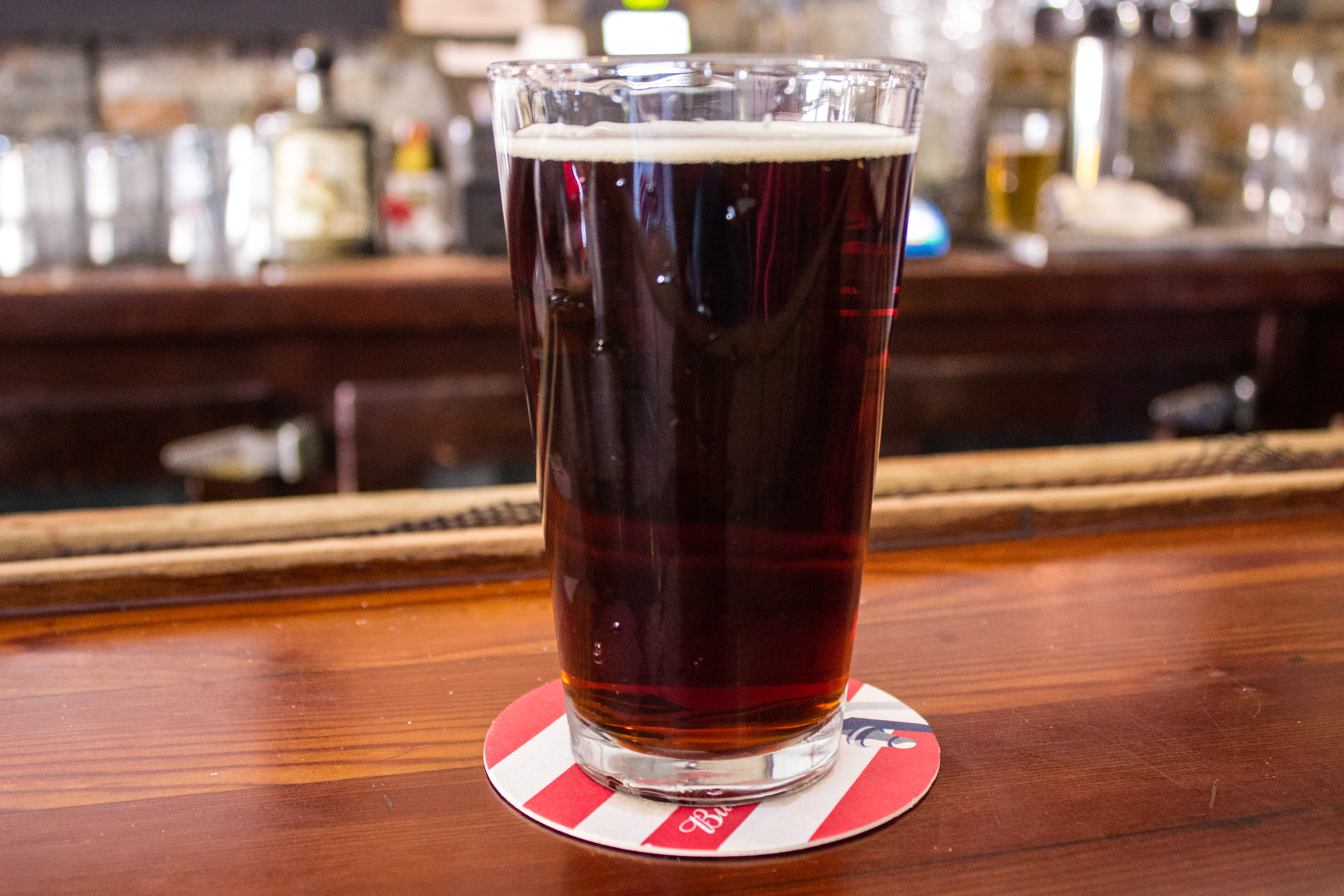

브라운 에일(영어: brown ale)은 검은 맥아와 갈색 맥아에서 만들어지는 맥주의 스타일 중 하나이다. 용어적으로 브라운 에일은 마일드 에일과 마찬가지로 1600년대 후반 런던의 양조장에 의해 사용되기 시작했다. 이 용어는 17세기 후반 런던 양조업자들이 100% 브라운 몰트로 양조한 가볍게 홉을 첨가한 에일을 묘사하기 위해 처음 사용되었다.
2000년대 전반에는 브라운 에일은 다양한 지역, 특히 영국과 북아메리카, 벨기에에 만들어졌다. 벨기에에서 건축하는 것은 우트 브륀이라고 불린다.